# Furfooz (povo)
Os Furfooz, raça Furfooz, Acrogoni ou homens de Grenelle-Furfooz foram os primeiros humanos anatomicamente modernos do Paleolítico Superior europeu, ao lado do Cro-Magnon e do homem de Grimaldi.

## Descoberta
Em 1866, o arqueólogo Édouard Dupont descobriu uma mandíbula inferior pré-histórica em Trou de la Naulette, uma caverna perto de Furfooz, na Bélgica. Escavações ulteriores revelaram outros restos craniais, incluindo um crânio completo. Destes dois crânios, um era braquicefálico e outro era mesocefálico. Os restos em Furfooz foram datados do período da Cultura Magdaleniana, ou talvez um pouco mais cedo, entre 20 e 15 mil anos no passado.

## Derivação moderna
Georges Vacher de Lapouge e Durand de Gros aproveitaram o nome binomial lineano Homo alpinus para descrever a raça alpina da França, caracterizando-a como descendentes de uma raça pré-histórica Acrogonus, distinguindo-a do Homo europaeus (nórdicos) e do Homo contractus (mediterrâneos). Em 1899, Vacher de Lapouge afirmou que seu Acrogonus era idêntico ao Furfooz, também associando à descendência dele a raça dinárica.